# Бор (Красноярский край)
Бор — посёлок в Туруханском районе Красноярского края, административный центр Борского сельсовета.

## География
Посёлок расположен на левом берегу Енисея, в 3 км ниже устья реки Подкаменная Тунгуска.
Бор стоит на крупной реке и окружен тайгой, что позволяет местным жителям заниматься охотой и рыболовством. Эти места славятся грибами, ягодниками, кедровым орехом. Именно в районе Бора расположились нерестилища осетровых, нельмы, ловится сиг и хариус. На территории Борского сельсовета находится известная в России Осиновская система порогов и островов скального происхождения, к примеру, острова Кораблик и Барочка, а также границы Центральносибирского биосферного заповедника — биосферного резервата ЮНЕСКО.
В окрестностях Бора выявлены и разведаны месторождения золота, марганцевых руд с неглубоким залеганием, многочисленные проявления фосфоритов. В 100 км находится Порожинское месторождение марганцевых руд.
| Показатель                    | Янв.  | Фев.  | Март  | Апр.  | Май   | Июнь | Июль | Авг. | Сен.  | Окт.  | Нояб. | Дек.  | Год  |
| ----------------------------- | ----- | ----- | ----- | ----- | ----- | ---- | ---- | ---- | ----- | ----- | ----- | ----- | ---- |
| Абсолютный максимум, °C       | 1,6   | 4,4   | 14,5  | 24,9  | 33,6  | 35,0 | 36,4 | 33,5 | 29,4  | 21,6  | 7,2   | 3,6   | 36,4 |
| Средний суточный максимум, °C | −18,9 | −13,8 | −3,3  | 4,9   | 12,4  | 22,0 | 24,9 | 20,2 | 11,7  | 1,6   | −10,9 | −17,5 | 2,8  |
| Средняя температура, °C       | −23,3 | −19,2 | −9,6  | −1,3  | 5,9   | 15,2 | 18,3 | 14,3 | 7,0   | −1,6  | −14,6 | −21,5 | −2,5 |
| Средний суточный минимум, °C  | −27,6 | −24,1 | −15,5 | −6,9  | 0,2   | 8,7  | 12,3 | 9,4  | 3,3   | −4,4  | −18,3 | −25,6 | −7,4 |
| Абсолютный минимум, °C        | −56   | −52,9 | −45,1 | −36,6 | −22,5 | −7   | 0,7  | −3,7 | −11,8 | −32,4 | −52,7 | −54,3 | −56  |
| Среднее число дней с осадками | 26    | 23    | 20    | 19    | 19    | 18   | 16   | 17   | 20    | 25    | 26    | 27    | 256  |
| Норма осадков, мм             | 39    | 28    | 31    | 32    | 49    | 57   | 64   | 78   | 65    | 61    | 51    | 46    | 601  |
| Средняя влажность, %          | 80    | 79    | 73    | 65    | 64    | 67   | 71   | 78   | 82    | 83    | 84    | 81    | 76   |
| Средняя скорость ветра, м/с   | 1,3   | 1,4   | 1,7   | 2,1   | 2,0   | 1,8  | 1,6  | 1,5  | 1,6   | 1,9   | 1,6   | 1,4   | 1,7  |
| Источник:                     |       |       |       |       |       |      |      |      |       |       |       |       |      |

## Инфраструктура
Посёлок имеет следующие учреждения: Аэропорт, больница, детский дом творчества, детский сад, магазины, обсерватория, отдел полиции, пожарная часть, школа и др. Многие живут в многоквартирных домах с горячей водой и отоплением. А в частном секторе найти образец дачной эклектики из средней полосы России намного проще, чем традиционную для этих широт избу с крытым двором, срубленную «в ласточкин хвост». Из 59 тысяч квадратных метров жилья в посёлке Бор 49 тысяч квадратов — благоустроенные дома.

## История
В древности, до прихода русского населения, берега Енисея и низовьев Подкаменной Тунгуски были заселены кетами, скорее всего пришедшими ещё раньше с юга, вероятнее всего из Центральной Азии, возможно даже Тибета. Русские пришли на средний Енисей с севера, через Таз, Мангазею и Туруханск, в начале XVII в. Первая хлебная пашня была засеяна в 75 км к югу от нынешнего п. Бор, в устье р. Дубчес в 1627 г., казаком Осипом Цапаней. В начале XIX в. вдоль Енисея стали создавать цепочку ямских станков, через 25-30 км. В это время, по-видимому, и образовались поселки Сумароково, Комса, входящие ныне в Борский сельсовет. 
Современная история посёлка началась в 1946 г., сразу после Великой Отечественной войны, с возведения аэропорта на левом, высоком и обрывистом берегу Енисея, напротив устья реки Подкаменная Тунгуска. Поскольку Бор строился именно как посёлок при аэропорте, вся его жизнь была подчинена расписанию полётов. Аэропорт двойного назначения являлся стратегическим транспортным центром, расположен почти точно в центре СССР и России. Решение о базировании в Бору частей ПВО было принято в начале 1960-х. Затем посёлок стал центром геолого-разведывательных экспедиций. Сейчас наметилось возрождение посёлка в связи с разработкой нефтяных месторождений Восточной Сибири.

## Население
| 1960 | 2009  | 2010  |
| ---- | ----- | ----- |
| 782  | ↗2562 | ↘2496 |

 По данным Красноярскстата на 1 января 2014 г., в Бору проживают 2 644 человека.

## Транспорт
Основная связь — речными судами, по Енисею. Пристань на реке Енисее. Регулярные рейсы в Красноярск, Енисейск, Дудинку. Важный перевалочный пункт на Подкаменную Тунгуску.
В центре посёлка расположен аэропорт Подкаменная Тунгуска.